# Glasgow (Montana)
Glasgow è una città degli Stati Uniti d'America situata in Montana, nella contea di Valley. La cittadina fu fondata nel 1887, e ha conosciuto due periodi di grande sviluppo, intorno al 1930 a seguito della creazione della diga di Fort Peck, e nel secondo dopoguerra, in quanto vicina ad una base della US Air Force.
Riconosciuta come il "middle of nowhere" (mezzo al nulla), in quanto comune più lontano da qualsiasi grande città nei 48 stati contigui, è - nonostante questo - la città più popolosa in un'area di oltre 100 chilometri, e pertanto un importante polo economico nel Montana orientale. Vi opera una stazione del servizio meteorologico nazionale americano, ed una stazione ferroviaria Amtrak.
Qui nacque l'attore e culturista Steve Reeves.

## Storia
La regione di Glasgow fu storicamente un'area di grande sviluppo di comunità di nativi americani, fino al trattato del 1887 che dislocò i nativi dalla zona e portò alla nascita della riserva di Fort Peck.
Glasgow fu fondata in quel medesimo anno, quale cittadina di transito ferroviario, da James Hill, noto per aver fondato numerose comunità nella Montana Hi-Line (nome comunemente dato alla regione del Montana settentrionale intorno alla US Highway 2, sebbene quest'ultima abbia seguito e non preceduto lo sviluppo ferroviario della regione).
Nel 1933, il presidente Roosevelt autorizzò la costruzione di una diga nei pressi di Fort Peck, sul fiume Missouri, il che contribuì allo sviluppo economico della vicina Glasgow.
Ma il massimo sviluppo la cittadina lo raggiunse durante e dopo il secondo conflitto mondiale. Durante la guerra, essa fu prima base militare per B-17, e in seguito campo di prigionia per soldati tedeschi.
Nel secondo dopoguerra, Glasgow divenne la sede di una Air Force Base, il che portò la popolazione ad oltre 6000 persone, e fu all'origine di una gran parte delle costruzioni attualmente presenti in città in tipico stile architetturale Googie. Con la chiusura della base nel 1969, la città si spense progressivamente, crollando in popolazione fino a circa 3000 persone nei primi anni '90, livello a cui essa si mantiene tuttora.

## Geografia e clima
Glasgow si trova nel Montana settentrionale, a circa un'ora di distanza dal confine con la provincia canadese del Saskatchewan. Essa sorge nei pressi dell'intersezione della US Highway 2 e della Montana Highway 24. Si trova nei pressi del lago e diga Fort Peck, e a poca distanza dal fiume Missouri, sebbene la cittadina stessa si sviluppi in massima parte intorno al più piccolo Milk River.
Piccola sia per popolazione che per superficie, essa si estende per 3,7 km² e sorge a 638 m s.l.m..
La città gode di inverni lunghi e gelidi, ed estati calde e secche e, trovandosi nell'area delle aperte praterie del Montana orientale, è soggetta a fenomeni climatici più estremi rispetto alle valli dell'ovest dello stato.
Sono possibili fenomeni nevosi da Settembre fino a Maggio, con punte di 20 centimetri di neve nei mesi di dicembre e gennaio, ove le temperature mediamente non arrivano agli 0 °C.